# Orontien
 (février 2019).
Orontien (en latin : Orontianus) fut un correspondant d'Ambroise de Milan au IVe siècle. Il était membre du clergé milanais et aurait été originaire d'Orient, peut-être de Syrie.